# Botlhatlogo
Botlhatlogo è un villaggio del Botswana situato nel distretto Nordoccidentale, sottodistretto di Ngamiland East. Il villaggio, secondo il censimento del 2011, conta 555 abitanti.

## Località
Nel territorio del villaggio sono presenti le seguenti 2 località:
- Mantsentsela di 13 abitanti,
- Ramosuwana di 138 abitanti